# Étienne Balibar
Pour les articles homonymes, voir Balibar.
Étienne Balibar, né le 23 avril 1942 à Avallon dans l'Yonne, est un philosophe français.
Il est professeur émérite de l'université Paris-Nanterre, professeur affilié au département d'anthropologie à l'université de Californie à Irvine, aux États-Unis, visiting professor à l'Institut de littérature et société comparée de l'université Columbia et professeur « Anniversary Chair » au Centre for Research in Modern European Philosophy (CRMEP) à l'université Kingston de Londres.

## Biographie
Étienne Balibar est le fils de Jean Balibar (1915-1998), normalien agrégé de mathématiques révoqué comme « juif » du lycée Condorcet le 18 décembre 1940, et de Renée Charleux (1915-1998), professeur de lettres classiques et historienne de la langue française. Son frère cadet Sébastien est physicien. Ses grands parents paternels, un mécanicien dentiste et une couturière, avaient fui les pogroms  de leur Ukraine natale.
En 1960, Étienne Balibar est reçu comme ses parents à l'École normale supérieure, où Louis Althusser aura une influence déterminante sur lui : mais s'il adopte d'abord l'interprétation structuraliste de Marx, il s'en éloignera ensuite. En 1961, il est opposé à la guerre d'Algérie et participe aux services d'ordre des étudiants de l'UNEF puis de l'UEC avant d’adhérer au Parti communiste dont il sera exclu en 1981 à la suite de la publication d'un article De Charonne à Vitry dans Le Nouvel Observateur. Il obtient une licence de philosophie à la Sorbonne, suivie l'année suivante d'un diplôme d'études supérieures, sous la direction de Georges Canguilhem. Le fait d'être marxiste, en philosophie, se définit pour lui comme un questionnement à l'égard de la philosophie.
En 1964, il est reçu à l'agrégation de philosophie et commence à enseigner. Son premier poste l'amène à l'université d'Alger Benyoucef Benkhedda (Algérie), où il est assistant en tant que volontaire pour la coopération, de 1965 à 1967.
En 1987, il soutient une thèse sur travaux à l'Université de Nimègue.
Il a principalement été en poste à l'Université Panthéon-Sorbonne (1969-1994), puis à l'Université Paris-Nanterre (1994-2002), où son enseignement a marqué plusieurs générations d'étudiants. Il a également été professeur de littérature comparée à l'université de Californie à Irvine.
En 1982, il crée avec Dominique Lecourt la collection « Pratiques théoriques » aux Presses universitaires de France.
Étienne Balibar est le mari de la physicienne Françoise Dumesnil et le père de l'actrice Jeanne Balibar.
Il est membre du comité de parrainage du Tribunal Russell sur la Palestine dont les travaux ont commencé le 4 mars 2009 et un militant depuis des années de la cause palestinienne.
Étienne Balibar est activement engagé en faveur des immigrés clandestins qu'il désigne sous le terme de « prolétaires au sens strict ». Il défend le droit de cité des étrangers en Europe, soutenant que la « frontière est, comme l'armée ou la police, une institution non démocratique qui accompagne paradoxalement la souveraineté du peuple ».
À propos du mouvement des Gilets jaunes, il se déclare en décembre 2018 « dans la passion et l'expectative ».
En juillet 2023, il signe la tribune de la Legal Team antiraciste parue dans l'Humanité qui demande des mesures politiques contre les violences policières. Elle fait suite à la mort de Nahel survenue à Nanterre quelques semaines plus tôt.

## Ouvrages
- Lire le Capital (avec Louis Althusser, Pierre Macherey, Jacques Rancière, Roger Establet), Éditions François Maspero, 1965
- Cinq études du matérialisme historique, F. Maspero, 1974
- Sur la dictature du prolétariat, F. Maspero, 1976
- Spinoza et la politique, PUF,, 1985, rééd. 2011.
- Race, nation, classe, (avec Immanuel Wallerstein) La Découverte, 1988
- Écrits pour Althusser, La Découverte, 1991
- La crainte des masses. Politique et philosophie avant et après Marx, Galilée, 1997
- Droit de cité. Culture et politique en démocratie, Éditions de l'Aube, 1998 réédition augmentée PUF, collection « Quadrige », 2002
- Sans-papiers : l’archaïsme fatal, La Découverte, 1999
- La philosophie de Marx, La Découverte, 1993 ; nouvelle édition revue et augmentée, La Découverte, 2014
- Nous, citoyens d’Europe ? Les frontières, l’État, le peuple, La Découverte, 2001
- L'Europe, l'Amérique, la Guerre. Réflexions sur la médiation européenne, La Découverte, 2003
- Antisémitisme : l'intolérable chantage - Israël-Palestine, une affaire française ? (ouvrage collectif), La Découverte, 2003
- Europe, Constitution, Frontière, éditions du Passant Passant, 2005
- Très loin et tout près, Bayard Centurion, 2007
- Race, nation, classe, avec Immanuel Wallerstein, La Découverte, 2007
- Pensées critiques : dix itinéraires de la revue Mouvements : 1998-2008 (ouvrage collectif), La Découverte, 2009
- Violence et civilité : Wellek Library Lectures et autres essais de philosophie politique, Éditions Galilée, 2010
- La proposition de l'égaliberté, PUF, 2010
- Citoyen sujet et autres essais d'anthropologie philosophique, PUF, Pratiques théoriques, 2011
- Saeculum. Culture, religion, idéologie, Éditions Galilée, 2012
- Violence, civilité, révolution. Autour d'Étienne Balibar, avec Marie-Claire Caloz-Tschopp, Ahmet İnsel, André Tosel, La Dispute, 2015
- Europe, Crise et fin ?, Éditions Le Bord de l'eau, collection « Diagnostics », 2016
- Des Universels. Essais et conférences, Éditions Galilée, 2016
- Spinoza politique. Le transindividuel, PUF, 2018, rééd. "Quadrige", 2024
- Histoire interminable. D'un siècle à l'autre, écrits 1, La découverte, 2020
- Passion du concept. Épistémologie, théologie et politique, écrits 2, La découverte 2020
- Cosmopolitique. Des frontières à l'espèce humaine, écrits 3, La Découverte 2022

## Filmographie
- Les mauvais jours finiront, 40 ans de justice en France de Thomas Lacoste, 2009
- Penser Critique, kit de survie éthique et politique pour situations de crise(s) Coffret DVD réunissant 47 films (24h) de Thomas Lacoste, 2012
- Notre monde de Thomas Lacoste, 2013 « Pour une Europe alternative » entretien avec Étienne Balibar sur le site du film

#### Articles
- Robert Maggiori, « Étienne Balibar, passion du temps présent », Libération, no 12 057,‎ jeurdi 12 mars 2020, p. 26-27 (lire en ligne )

#### Ouvrages et revues
- Marie-Claire Caloz-Tschopp (dir.), Violence, civilité, révolution : Autour d’Étienne Balibar, Paris, La Dispute, 2015
- Marie-Claire Caloz-Tschopp (dir.), Graziella de Coulon (dir.), Pauline Milani (dir.) et Teresa Veloso Bermedo (dir.), « Inventer une politique de «civilité» : Avec Étienne Balibar à Istanbul », (Re)Penser l'exil, no 5,‎ novembre 2015
- (it) Marie-Claire Caloz-Tschopp (dir.), Ilaria Possenti (dir.) et Federico Oliveri (dir.), « Violenza e civilité : Riflessioni a partire da Étienne Balibar », Jura Gentium, vol. XII, no 2,‎ 2015 (lire en ligne [PDF])
- Marie-Claire Caloz-Tschopp (dir.) et Ahmet Insel (dir.), « Lire Étienne Balibar à Istanbul : violence et civilité », Rue Descartes, nos 85-86,‎ 2015 (lire en ligne)
- Martin Deleixhe, Étienne Balibar : L'Illimitation démocratique, Paris, Michalon, coll. « Le Bien Commun », 2014
- Marie Gaille (dir.), Justine Lacroix (dir.) et Diogo Sardinha (dir.), « Pourquoi Balibar ? », Raison Publique, 2014, no 19,‎ février 2014 (lire en ligne)
- Ninon Grangé (dir.) et Carlos Miguel Herrera (dir.), Une Europe politique ? Obstacles et possibles : Dialogues avec l'oeuvre d'Étienne Balibar, Paris, Kimé, coll. « Nomos & normes », 2021
- Nick Hewlett, Badiou, Balibar, Rancière : Re-thinking Emancipation, London – New York, Bloomsbury Publishing, coll. « Continuum Studies in Continental Philosophy » (no 62), 2010 (1re éd. 2007)
- Justine Lacroix, La pensée française à l'épreuve de l'Europe, Paris, Grasset et Fasquelle, coll. « Mondes vécus », 2008
- Philippe Raynaud, L'Extrême gauche plurielle : Entre démocratie radicale et révolution, Paris, Perrin, coll. « Tempus », 2010 (1re éd. 2006)
- Susana Villavicencio (dir.), « Étienne Balibar, les singularisations de l'Universel », Cahiers critiques de philosophie, no 22,‎ février 2019 (lire en ligne)